# Megachile lorentzi
Megachile lorentzi är en biart som beskrevs av Heinrich Friese 1911. Megachile lorentzi ingår i släktet tapetserarbin, och familjen buksamlarbin. Inga underarter finns listade i Catalogue of Life.